# Pieter Coecke van Aelst

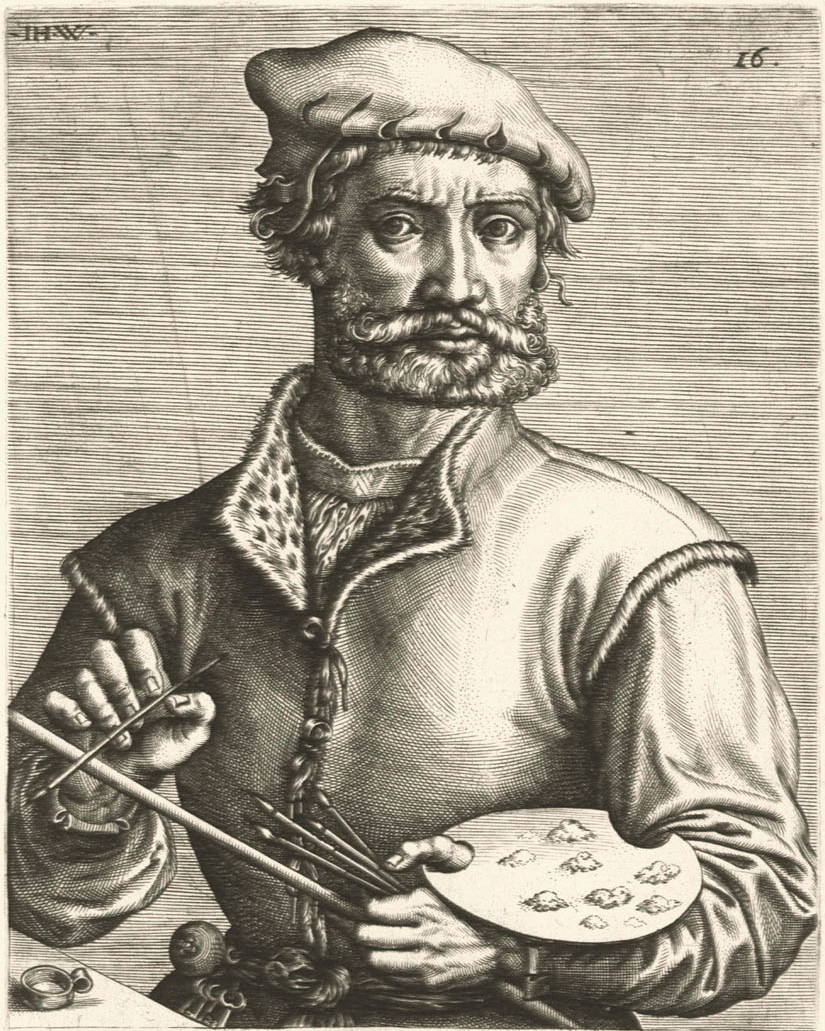
Pieter Coecke van Aelst, Kupferstich von Johannes Wierix (ein Bruder des Hieronymus Wierix)

Pieter Coecke van Aelst (* 4. August 1502 in Aalst, Habsburgermonarchie; † 6. Dezember 1550 in Brüssel, Spanische Niederlande) war ein flämischer Maler.

## Leben
Pieter Coecke van Aelst war ein Schüler von Bernard van Orley. Nach einer Studienreise nach Italien um 1524–25 trat er 1527 der St.-Lukas-Gilde in Antwerpen als Meister bei. Bereits für die Jahre 1522–23 wird er in Antwerpen genannt und war vermutlich als Geselle in der Werkstatt seines späteren Schwiegervaters Jan van Dornicke (der Meister von 1518) tätig. Im Jahr 1533 folgt eine Reise nach Konstantinopel.
Seine künstlerischen Arbeiten sind im Vergleich mit seiner Verlegertätigkeit in den Hintergrund getreten. Auch architektonische Entwürfe sowie Vorlagen für Glasmalereien und Wandteppiche sollen von seiner Hand stammen. Seine Malereien folgen kunsthistorisch den Arbeiten der Antwerpener Manieristen. Außerdem zeichnete sich Pieter Coecke van Aelst als Übersetzer von Sebastiano Serlio aus, dessen drittes Buch 1539 auf Flämisch und 1545 auf Französisch erschien.
Pieter Coecke van Aelst war Lehrer und Schwiegervater von Pieter Bruegel dem Älteren. Auch seine zweite Frau Mayken Verhulst war als Lehrerin tätig und unterrichtete nach dem Tod ihres Mannes den Schwiegersohn im Aquarellieren.

## Werke (Auswahl)
- Das letzte Abendmahl, Thema in 45 Versionen, die meisten entstanden zwischen 1527 und 1550, allein sechs oder sieben Versionen 1528[1]
- Kreuzabnahme, Triptychon, 1535, Amstelkring Museum, Amsterdam
- Nava-Grimón-Triptychon (mit Werkstattbeteiligung), 1546,  Museo Municipal de Bellas Artes de Santa Cruz de Tenerife
- Beweinung Christi, Triptychon, Museo de Bellas Artes de Bilbao
- Anbetung der Könige, Triptychon, Musée National de la Renaissance, Écouen
- Die Heilige Familie mit den Heiligen Katharina von Alexandria und Barbara, Museo di Casa Martelli, Florenz
- Davids Sühneopfer, Wirkteppich, Mitte 16. Jahrhundert, Rathaus zu Krefeld

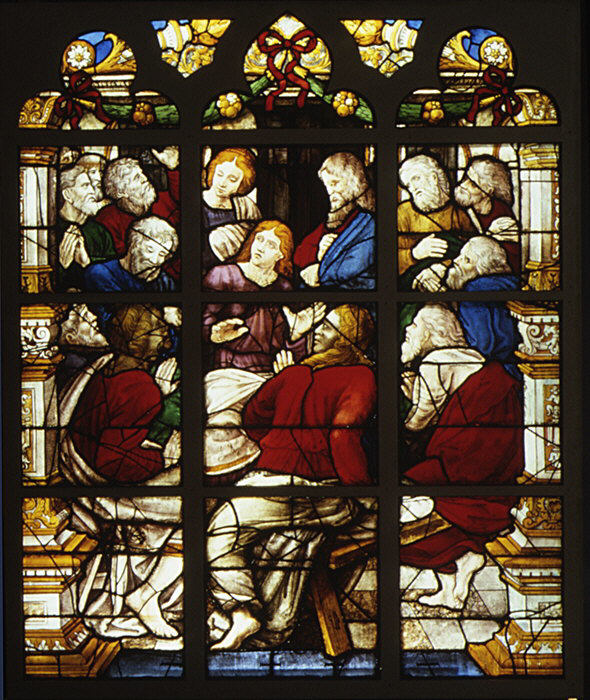
Die Jünger in dem Söller, Kirchenfenster (1535–1550)
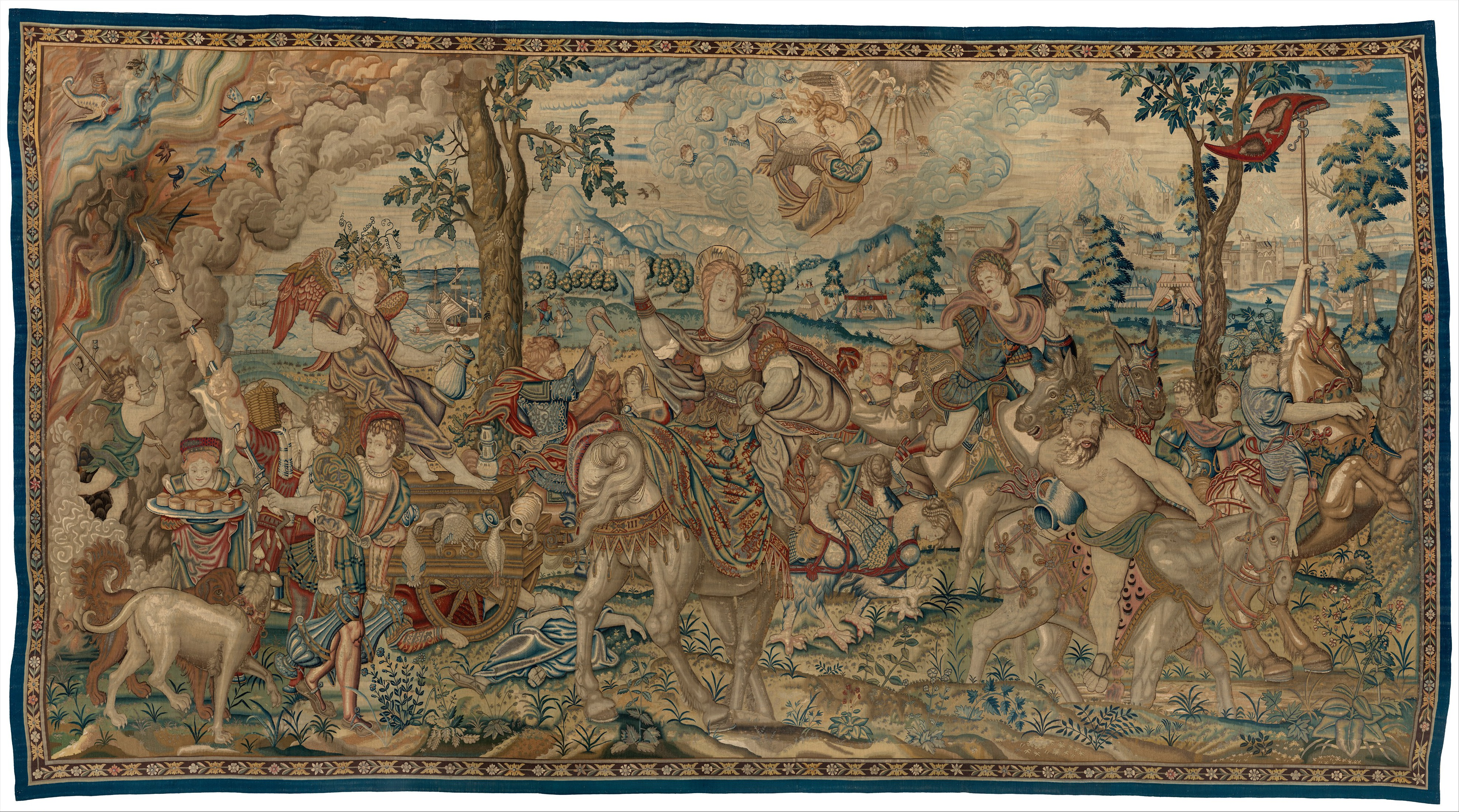
Die Völlerei, Tapisserie (1550–1560)

## Schriften
- Pieter Coecke van Aelst: Die inventie der colomnen. 1539 (MS in der Rijksuniversiteit te Gent).
- Pierre d’Aelit: IIIme Livre de l’architecture Sebastiee Serlii, traduit et imprimé par… Anvers 1545.